# Mann (film)
Mann (w Niemczech „Gewissen”  – „Sumienie”) – bollywoodzki melodramat wyreżyserowany w 1999 roku przez Indrę Kumara (twórcę „Ishq”  i „Dil”) z Aamirem Khanem, Manishą Koiralą i Anilem Kapoorem w rolach głównych. To indyjska adaptacja hollywoodzkiego klasyku z Carym Grantem i Deborą Kerr zatytułowanego Niezapomniany romans (1957).

## Opis fabuły
Młody playboy Dev (Aamir Khan), rozpieszczony łatwością z jaką zdobywa kobiety, w drodze z Singapuru do Bombaju próbuje uwieść kolejną. Gdy Priya (Manisha Koirala), związana przysięgą z narzeczonym (Anil Kapoor), odrzuca go, zostają przyjaciółmi, jednak zanim dopłyną do portu, ich relacja zamienia się we wzajemną miłość, która przemienia również serce lekkoducha. Gdy statek wpływa do Bombaju, decydują się wypróbować swoją miłość umawiając się na spotkanie za 6 miesięcy pod Bramą Indii.

## Obsada
- Aamir Khan – Karan Dev Singh
- Manisha Koirala – Priya Verma
- Sharmila Tagore – babka Deva
- Anil Kapoor – Raj, narzeczony Priyi
- Dipti Bhatnagar – Anita Singhania, narzeczona Deva
- Dalip Tahil – Pratap Rai Singhania, ojciec narzeczonej Deva
- Neeraj Vora – Nattu
- i inni

## Piosenki
- „Dance Music”
- „Tinak Tin Tana”
- „Kehna Hai Tumse”
- „Mera Mann”
- „Nasha Yeh Pyaar Ka Nasha” (hindi wersja „Lasciate mi cantare” Cutugnosa)
- „Kali Nagin Ke”
- „Chaha Hai Tujhko”